# 2398 Jilin
2398 Jilin eller 1965 UD2 är en asteroid i huvudbältet som upptäcktes den 24 oktober 1965 av Purple Mountain-observatoriet i Nanjing, Kina. Den är uppkallad efter den kinesiska provinsen Jilin.
Asteroiden har en diameter på ungefär 9 kilometer.